# Malone Car Company

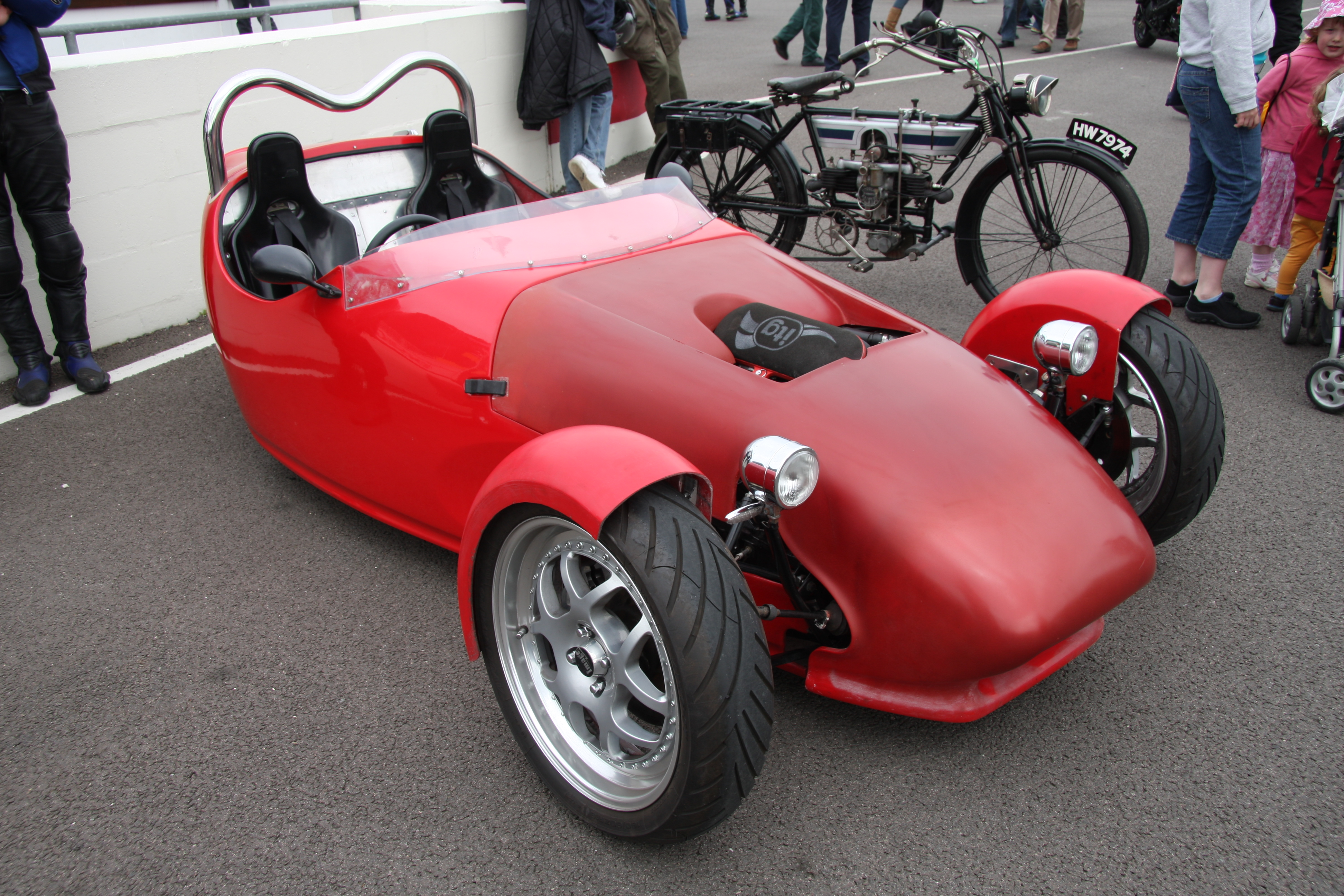
Malone

Malone Car Company war ein britischer Hersteller von Automobilen.

## Unternehmensgeschichte
Jon Malone gründete 1998 das Unternehmen in West Putford in der Grafschaft Devon. Er begann mit Unterstützung von Tim Boswell mit der Produktion von Automobilen und Kits. Der Markenname lautete Malone. Insgesamt entstanden bis 2010 etwa 25 Exemplare.
Das Unternehmen wurde im August 2013 aufgelöst.

## Fahrzeuge
Im Angebot stand das Modell Skunk in den Ausführungen S 1 und SS 1. Es war ein Dreirad mit hinterem Einzelrad. Die Basis bildete ein Spaceframe-Rohrrahmen. Ein Motorradmotor war vorne im Fahrzeug montiert und trieb über eine Kardanwelle das Hinterrad an. Zur Wahl standen Motoren von Yamaha mit 650 cm³, 750 cm³ und 900 cm³ Hubraum sowie von der Suzuki GSX 1100. Die offene türlose Karosserie bestand aus Fiberglas. Das Leergewicht war mit 300 kg angegeben.